# Изгубљени рај (филм)
„Изгубљени рај“ је југословенски филм из 1964. године. Режирао га је Славољуб Стефановић Раваси, а сценарио је писао Имре Саркади.

## Улоге
| Глумац             | Улога |
| ------------------ | ----- |
| Томанија Ђуричко   |       |
| Сима Илић          |       |
| Воја Мирић         |       |
| Снежана Никшић     |       |
| Олга Станисављевић |       |
| Виктор Старчић     |       |
| Растко Тадић       |       |
| Милорад Миша Волић |       |
| Гизела Вуковић     |       |